# Neusticomys peruviensis
Neusticomys peruviensis es una especie de roedor de la familia Cricetidae.

## Distribución geográfica
Se encuentra solamente en el este de Perú, donde se le conoce desde lugares en elevaciones desde 200 hasta 400 m  